# Gework Markarian
Gework Markarian (ukr. Геворг Олександрович Маркарян; ur. 15 września 1977) – ormiański, a od 2003 roku ukraiński zapaśnik walczący w stylu wolnym. Zajął ósme miejsce na mistrzostwach świata w 2005. Siódmy na mistrzostwach Europy w 2001. Wicemistrz igrzysk wojskowych w 1999 i 2007. Trzeci w Pucharze Świata w 2006 i piąty w 2003 roku.